# (400051) 2006 ST38
(400051) 2006 ST38 es un asteroide perteneciente al cinturón de asteroides, descubierto el 18 de septiembre de 2006 por el equipo del Spacewatch desde el Observatorio Nacional de Kitt Peak, Arizona, Estados Unidos.

## Designación y nombre
Designado provisionalmente como 2006 ST38.

## Características orbitales
2006 ST38 está situado a una distancia media del Sol de 2,569 ua, pudiendo alejarse hasta 3,337 ua y acercarse hasta 1,801 ua. Su excentricidad es 0,298 y la inclinación orbital 3,925 grados. Emplea 1504,16 días en completar una órbita alrededor del Sol.

## Características físicas
La magnitud absoluta de 2006 ST38 es 18.